# Tatra KT8D5N
Tatra KT8D5N je inovovaná verze tramvaje Tatra KT8D5 se středním nízkopodlažním článkem. Vozy KT8D5N byly vyráběny v letech 1998 a 1999 firmou ČKD Dopravní systémy v Praze. Celkem bylo vyrobeno sedm kusů, všechny z nich byly dodány do Brna.

## Historické pozadí
Vznik částečně nízkopodlažních tramvají KT8D5N je datován do druhé poloviny 90. let 20. století, kdy byla v Brně prodloužena tramvajová trať v sídlišti Líšeň do zastávky Jírova. Tato nová konečná nebyla vybavena klasickou smyčkou, ale pouze úvratí, neboť se chystalo další prodloužení kolejí. Proto musely být na linku č. 8, která do Líšně od roku 1995 jezdí, vypravovány výhradně velkokapacitní obousměrné tramvaje KT8D5. 28 kusů nacházejících se v Brně sice dokázalo zajistit plný provoz na lince č. 8, problémy ale nastaly s nutnou zálohou ve vozovně. Tradiční dodavatel tramvají proto nabídl Dopravnímu podniku města Brna vozy KT8D5 v modernizované variantě. DPMB původně předpokládal navýšení počtu obousměrných tramvají na 40 kusů, kvůli problémům výrobce ale skončil na čísle 35 vozidel.
Trať v Líšni byla v roce 2004 skutečně prodloužena o jednu zastávku do definitivní konečné Mifkova, i ta je ale ukončena úvratí.

## Konstrukce

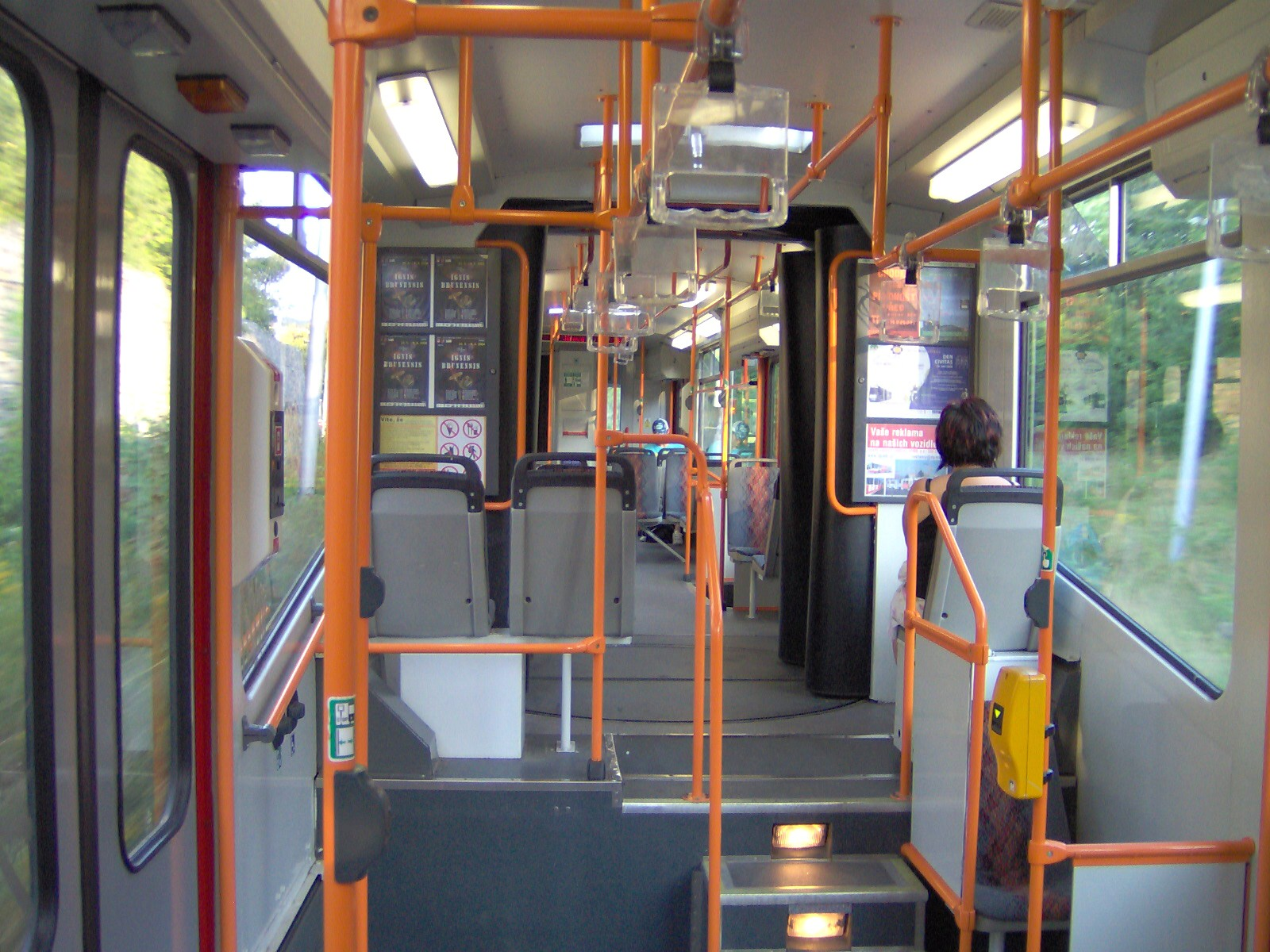
Interiér tramvaje KT8D5N

Tatra KT8D5N konstrukčně vychází z původní verze KT8D5. Jedná se o obousměrný motorový tramvajový vůz, který je usazen na čtyřech dvounápravových podvozcích (každá náprava je hnací). Karoserie tramvaje se skládá ze tří článků, které jsou spojeny klouby a přechodovými měchy, jež se nachází nad středními podvozky. Nejvýraznější změnou oproti typu KT8D5 je odlišný střední článek, který je nízkopodlažní (nízkopodlažní prostor zabírá asi 10 % délky vozidla). Každý vůz má na obou stranách vozové skříně patery dvoukřídlé předsuvné dveře, přičemž ty krajní v obou článcích jsou užší. Podlaha vozidla se nachází ve výšce 925 mm na temenem kolejnice (TK; v prostoru kloubů se mírně zvedá na 995 mm), spojení s nízkopodlažní částí (375 mm nad TK) zajišťují tři schody. Čalouněné sedačky pro cestující jsou umístěny 2+1, byly tedy odstraněny úzké uličky v předních částech krajních článků, kde měl model KT8D5 sedačky 2+2. Obě kabiny řidiče mají vlastní klimatizační jednotku. Vozidla jsou také vybavena elektronickými informačními panely.
Podvozky tramvaje jsou dvojitě vypruženy. Na obou čelech vozu jsou umístěna skládací spřáhla. Stejnosměrné trakční motory zapojené do série jsou v podvozcích umístěny podélně (v každém podvozku dva) a jsou pomocí kardanovy hřídele spojeny s hypoidní převodovkou. Tramvaj KT8D5N je vybavena elektrickou výzbrojí typu TV14D s IGBT tranzistory, pulzní měniče jsou chlazeny vzduchem. Na střeše vozu se nacházejí dva polopantografy. Vozidla jsou upravena pro normální rozchod kolejí 1435 mm.

## Dodávky tramvají
V letech 1998 a 1999 bylo vyrobeno celkem 7 vozů KT8D5N. Všechny byly dodány do Brna.
| Současný stát | Město | Článek | Typ    | Roky dodávek | Počet vozů | Evidenční čísla při dodání | Poznámky | Zdroj |
| ------------- | ----- | ------ | ------ | ------------ | ---------- | -------------------------- | -------- | ----- |
| Česko         | Brno  | článek | KT8D5N | 1998–1999    | 7          | 1729–1735                  |          | [ 4 ] |

## Provoz tramvají Tatra KT8D5N

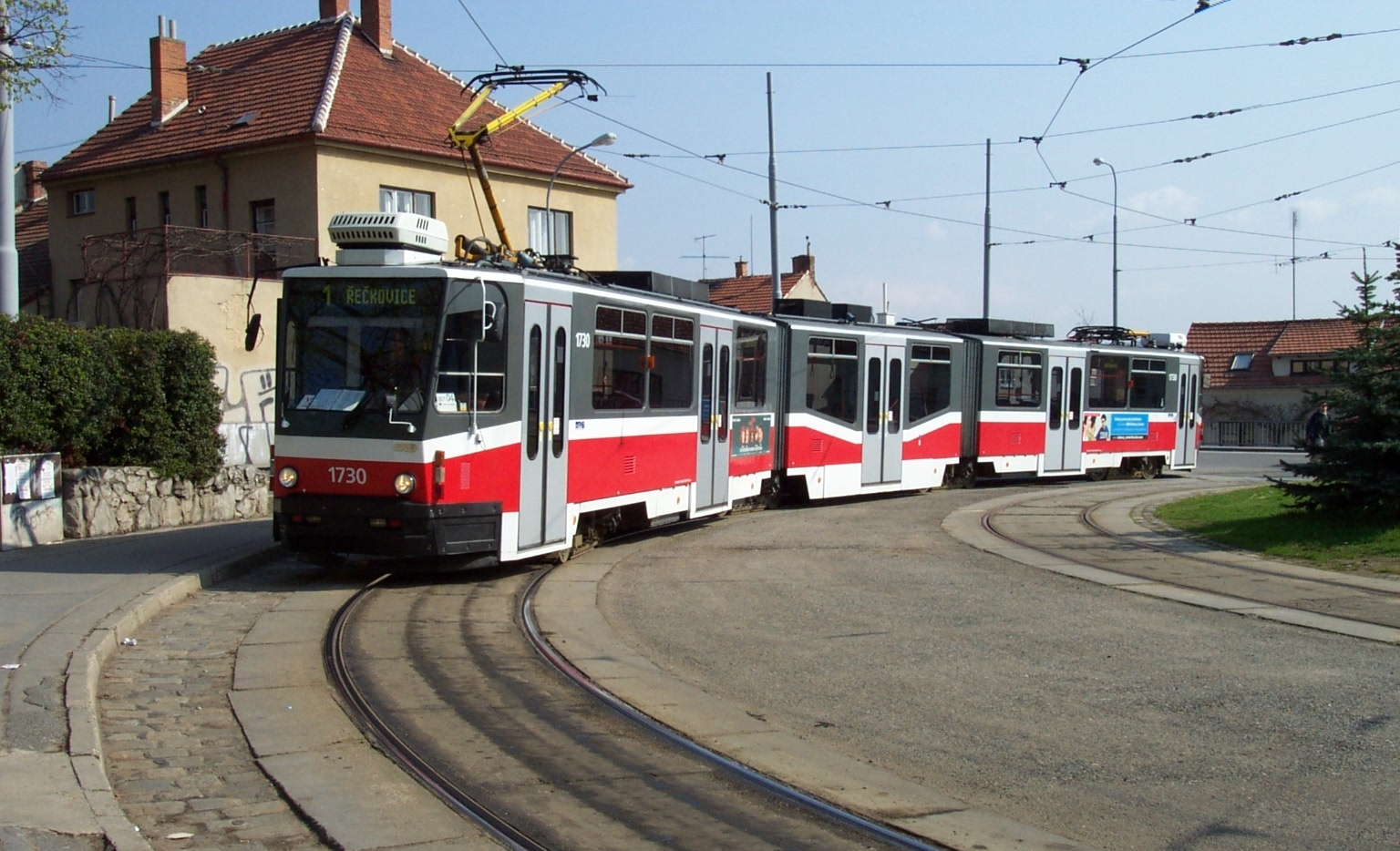
Tramvaj typu KT8D5N v brněnských Řečkovicích

Všech sedm vyrobených kusů tramvaje KT8D5N bylo dodáno brněnském dopravnímu podniku. První dva vozy se v Brně objevily na konci prosince 1998, další tři v lednu a únoru 1999 a poslední dva v prosinci 1999. Po různých zkouškách a odstranění některých závad byl první vůz KT8D5N zařazen do pravidelného provozu s cestujícími 20. května 1999.
Tramvaje KT8D5N jsou v provozu na některých stejných linkách jako starší vozy KT8D5. Na podzim 2022 byly vypravovány především linku č. 10, kde je vhodná jejich velká kapacita, a příležitostně linku č. 8. Na lince č. 8, kvůli které byly zakoupeny, byly dlouhodobě využívány pouze sporadicky kvůli problémům se zavíráním předsuvných dveří v atypicky naklopené zastávce Krásného. Na tuto linku začaly být ve větší míře vypravovány po rekonstrukci tratě uskutečněné v létě 2018. Vozy KT8D5N jsou rovněž využívány při různých výlukách.